# Król i ja (film 1999)
Król i ja (ang. The King and I, 1999) – amerykański film animowany oparty na musicalu Król i ja i jego adaptacji z 1956 roku.

## Fabuła
W 1862 roku angielska guwernantka Anna Leonowens i jej syn Louis płyną do Syjamu, by tam Anna została nauczycielką dzieci króla Mongkuta. Premier kraju i czarownik Kralahome wykorzystuje swoje moce iluzji, aby sprawiać wrażenie, jakby potężny morski smok atakował statek, podczas burzy. Anna, z pomocą kapitana Ortona, udaje się uratować Louisa przed utonięciem. Zbliżając się do Bangkoku, kapitan przedstawia Annie polityczną strukturę królestwa.
W Wielkim Pałacu w Syjamie Anna jest świadkiem, jak król Mongkut otrzymuje prezent w postaci niewolnicy imieniem Tuptim, młodej kobiety z Birmy. Mimo że obiecano jej własny dom poza Pałacem, Annie odmawia się takiego. Król ciągnie Annę do swojego warsztatu, gdzie testuje nowe wynalazki. Louis zostaje zabrany na wycieczkę po zbrojowni przez sługę Kralahome’a, Pana Maleńkiego. Żony króla pomagają Annie rozpakować pomimo jej protestów, wtedy Anna widzi księcia Chulalongkorna i Tuptim poznających się na dziedzińcu. Anna, która chce odejść, ponieważ nie otrzyma domu, zmienia zdanie po spotkaniu z dziećmi królewskimi, a mianowicie Chulalongkornem.
Ponieważ Kralahome, który knuje w obalieniu króla, pisze list do Imperium Brytyjskiego, w którym stwierdza, że Anna jest w niebezpieczeństwie. Anna zaczyna uczyć dzieci tylko po to, by dowiedzieć się, że nigdy nie przebywały poza murami pałacu. Zabiera wszystkie królewskie dzieci dookoła miasta, aby zobaczyć, jak żyją inni ludzie, co z kolei złości króla, gdy Kralahome i Pan Maleńki donoszą mu o tym. To prowadzi do kłótni z Anną, która wciąż narzeka na brak domu, który jej obiecywano.
Chulalongkorn spotyka się z ojcem, aby omówić tradycję, chcąc być z Tuptim, ale wiedząc, że jego ojciec nigdy na to nie pozwoli. Zdezorientowany Mongkut idzie modlić się do Buddy. Kralahome używa swoich mocy na posągach w pokoju modlitewnym, by zaatakować króla, z którymi walczy czarna pantera króla, Rama. Kiedy Chulalongkorn uprawia sztuki walki, Tuptim w końcu dowiaduje się, że jest następcą tronu i że ich miłość jest zabroniona. Ale mówi jej, że nie obchodzi go tradycja i chce z nią być. Pan Maleńki dowiaduje się o ich związku i mówi Kralahome, który planuje go użyć, by rozgniewać króla we właściwym czasie.
Anna udaje się do króla, aby dowiedzieć się, że jest zmartwiony po tym, jak dowiaduje się, że nadchodzą Brytyjczycy, ponieważ jest on rzekomo barbarzyńcą, o czym wie, że nie jest prawdą. Anna radzi królowi, by po przybyciu Brytyjczyków wydał bankiet, aby pokazać, że jest cywilizowany. Podczas kolacji Kralahome wspomina o królewskim wisiorku z kości słoniowej, który ma nosić król, który podarował swojemu synowi, a następnie podarował go Tuptim. Mongkut rozjuszony zdradą Chulalongkorna i zhańbiony przez jego związek, rozkazuje wychłostać Tuptim pomimo próśb Anny. Jednak pod wpływem emocji Mongkut rezygnuje z chłosty i decyduje się na wysłanie Tuptim do Birmy. Chulalongkorn decyduje się uciec wraz z Tuptim.
Podczas ucieczki Kralahome wykorzystuje swoje moce, aby poprowadzić ich przez dżunglę przez most linowy. Most się zawala, a Tuptim i Chulalongkorn zostają prawie zmiecieni przez rzekę. Król, zmieniając zdanie i używając jednego ze swoich balonów na ogrzane powietrze, ratuje dwójkę z pomocą Louisa, który odwraca uwagę Pana Maleńkiego. Jednak w drodze powrotnej do pałacu Kralahome odpala fajerwerki, niszcząc balon i powodując jego rozbicie. Wszystkim oprócz króla udaje się wskoczyć bezpiecznie do jeziora. Kiedy Kralahome wychodzi zwycięsko, Sir Edward i królewska straż domyślają się, że to on stał za próbą zabicia króla. Ranny, przykuty do łóżka król i mówi swojemu synowi, aby był gotowy do poprowadzenia Syjamu, gdy umrze lub jeśli umrze, i pozwala mu i Tuptim wziąć ślub. Kralahome traci stanowisko premiera i za karę jest zmuszony do sprzątania stajni słoni, wraz z Panem Maleńkim jako jego szefem. Wyleczony król tymczasem przedstawia Annie jej dom poza murami pałacu i oboje tańczą.

## Obsada głosowa
- Miranda Richardson – Anna Leonowens (dialogi)
- Christiane Noll – Anna Leonowens (śpiew)
- Martin Vidnovic – król Mongkut
- Allen D. Hong – książę Chulalongkorn (dialogi)
- David Burnham – książę Chulalongkorn (śpiew)
- Armi Arabe – Tuptim (dialogi)
- Tracy Venner Warren – Tuptim (śpiew)
- Ian Richardson – Kralahome
- Darrell Hammond – Pan Maleńki
- Adam Wylie – Louis Leonowens
- Sean Smith – Sir Edward Ramsay
- J.A. Fujili – Pierwsza żona
- Ken Baker – kapitan Orton
- Ed Trolla – kapitan Sir Edwarda
- Tony Pope – birmański emisariusz
- Alexandra Lai – księżniczka Ying
- Katherine Lai – księżniczka Naomi

Źródło:

## Wersja polska
Wersja polska: Telewizja Polska Agencja Filmowa

Reżyseria: Dorota Kawęcka

Tłumaczenie i dialogi: Joanna Kuryłko

Teksty piosenek: Michał Wojnarowski

Kierownictwo muzyczne: Piotr Gogol

Dźwięk i montaż: Urszula Zaręba

Kierownictwo produkcji: Monika Wojtysiak

Wystąpili:
- Agnieszka Kunikowska – Anna Leonowens (dialogi)
- Edyta Krzemień – Anna Leonowens (śpiew)
- Tomasz Steciuk – król Mongkut
- Marcin Hycnar – książę Chulalongkorn (dialogi)
- Michał Rudaś – książę Chulalongkorn (śpiew)
- Katarzyna Łaska – Tuptim
- Zbigniew Suszyński – Kralahome
- Zbigniew Konopka – pan Maleńki
- Bernard Lewandowski – Louis Leonowens
- Barbara Melzer –
  - Pierwsza żona,
  - księżniczka Ying
- Katarzyna Tatarak – księżniczka Kannika
- Hanna Kinder-Kiss – Steward
- Robert Tondera
- Rafał Walentowicz